# U-565 (tàu ngầm Đức)
U-565 là một tàu ngầm tấn công  Lớp Type VII thuộc phân lớp Type VIIC được Hải quân Đức Quốc Xã chế tạo trong Chiến tranh Thế giới thứ hai. Nhập biên chế năm 1941, nó dành phần lớn quãng đời phục vụ để hoạt động trong khu vực Địa Trung Hải, thực hiện được hai mươi chuyến tuần tra, đánh chìm được ba tàu buôn với tổng tải trọng 11.347 GRT cùng hai tàu chiến với tổng tải trọng 6.990 tấn, đồng thời gây hư hại cho hai tàu buôn với tổng tải trọng 17.565 GRT. U-565 bị hư hại nặng sau các đợt không kích của máy bay ném bom Không lực Lục quân Hoa Kỳ xuống Skaramagas, Hy Lạp, nên cuối cùng bị đánh đắm vào ngày 30 tháng 9, 1944.

## Thiết kế và chế tạo

### Thiết kế

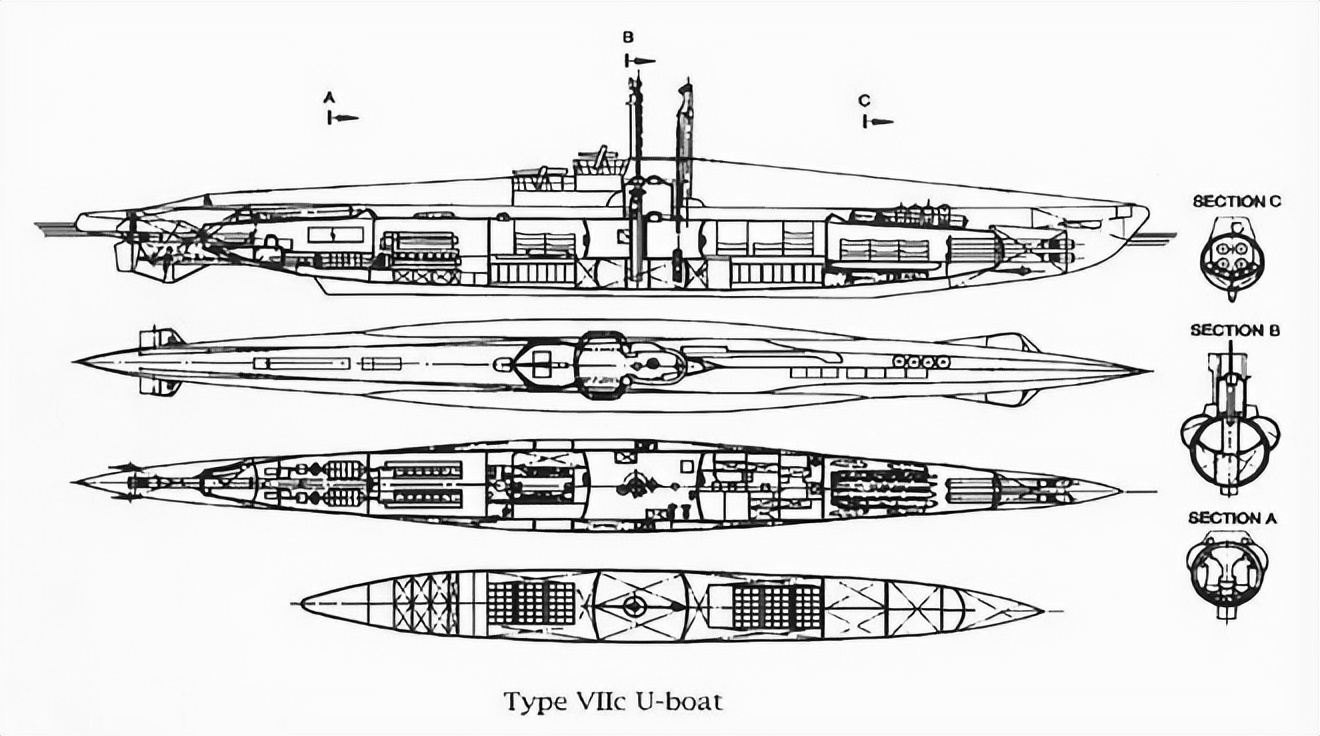
Sơ đồ các mặt cắt một tàu ngầm Type VIIC

Phân lớp VIIC của Tàu ngầm Type VII là một phiên bản VIIB được kéo dài thêm. Chúng có trọng lượng choán nước 769 t (757 tấn Anh) khi nổi và 871 t (857 tấn Anh) khi lặn). Con tàu có chiều dài chung 67,10 m (220 ft 2 in), lớp vỏ trong chịu áp lực dài 50,50 m (165 ft 8 in), mạn tàu rộng 6,20 m (20 ft 4 in), chiều cao 9,60 m (31 ft 6 in) và mớn nước 4,74 m (15 ft 7 in).
Chúng trang bị hai động cơ diesel Germaniawerft F46 siêu tăng áp 6-xy lanh 4 thì, tổng công suất 2.800–3.200 PS (2.100–2.400 kW; 2.800–3.200 bhp), dẫn động hai trục chân vịt đường kính 1,23 m (4,0 ft), cho phép đạt tốc độ tối đa 17,7 kn (32,8 km/h), và tầm hoạt động tối đa 8.500 nmi (15.700 km) khi đi tốc độ đường trường 10 kn (19 km/h). Khi đi ngầm dưới nước, chúng sử dụng hai động cơ/máy phát điện Garbe, Lahmeyer & Co. RP 137/c  tổng công suất 750 PS (550 kW; 740 shp). Tốc độ tối đa khi lặn là 7,6 kn (14,1 km/h), và tầm hoạt động 80 nmi (150 km) ở tốc độ 4 kn (7,4 km/h). Con tàu có khả năng lặn sâu đến 230 m (750 ft).
Vũ khí trang bị có năm ống phóng ngư lôi 53,3 cm (21 in), bao gồm bốn ống trước mũi và một ống phía đuôi, và mang theo tổng cộng 14 quả ngư lôi, hoặc tối đa 22 quả thủy lôi TMA, hoặc 33 quả TMB. Tàu ngầm Type VIIC bố trí một hải pháo 8,8 cm SK C/35 cùng một pháo phòng không 2 cm (0,79 in) trên boong tàu. Thủy thủ đoàn bao gồm 4 sĩ quan và 40-56 thủy thủ.

### Chế tạo
U-565 được đặt hàng vào ngày 24 tháng 10, 1939, và được đặt lườn tại xưởng tàu của hãng Blohm & Voss ở Hamburg vào ngày 30 tháng 3, 1940. Nó được hạ thủy vào ngày 20 tháng 2, 1941, và nhập biên chế cùng Hải quân Đức Quốc Xã vào ngày 10 tháng 4, 1941 dưới quyền chỉ huy của Hạm trưởng, Trung úy Hải quân Johann Jebsen.

## Lịch sử hoạt động
Sau khi hoàn tất việc huấn luyện trong thành phần Chi hạm đội U-boat 1, U-565 tiếp tục phục vụ cùng đơn vị này cho đến khi được điều sang Chi hạm đội U-boat 29 từ ngày 1 tháng 1, 1942 để hoạt động tại Địa Trung Hải cho đến khi bị mất.

### 1941

#### Chuyến tuần tra thứ nhất
Vào cuối tháng 6, 1941, U-565 đã di chuyển từ cảng Kiel, Đức đến cảng Trondheim, Na Uy, rồi khởi hành từ đây vào ngày 8 tháng 7 cho chuyến tuần tra đầu tiên trong chiến tranh. Nó tiến ra Bắc Hải, rồi băng qua khe GI-UK giữa Iceland và quần đảo Faroe để vòng qua quần đảo Anh và hoạt động tại khu vực Đại Tây Dương về phía Tây Ireland (Khu vực Tiếp cận phía Tây). Nó không đánh chìm được mục tiêu nào, nên kết thúc chuyến tuần tra và đi đến cảng Brest bên bờ Đại Tây Dương của Pháp đã bị Đức chiếm đóng, đến nơi vào ngày 6 tháng 8.

#### Chuyến tuần tra thứ hai
U-565 xuất phát từ Brest vào ngày 1 tháng 9 cho chuyến tuần tra tiếp theo, và quay trở lại hoạt động tại Khu vực Tiếp cận phía Tây. Trong vịnh Biscay vào ngày 5 tháng 10, nó bị một máy bay ném bom Bristol Blenheim tấn công, nhưng quả bom ném xuống đã không kích nổ. Con tàu kết thúc chuyến tuần tra tại cảng Lorient cùng bên bờ Đại Tây Dương của Pháp vào ngày 7 tháng 10.

#### Chuyến tuần tra thứ ba
Được điều sang hoạt động tại khu vực Địa Trung Hải, U-565 khởi hành từ cảng Lorient vào ngày 3 tháng 11. Nó vượt qua được eo biển Gibraltar được phía Anh phòng thủ nghiêm ngặt vào ngày 15 tháng 11, và đã hoạt động tuần tra tại khu vực Đông Địa Trung Hải ngoài khơi Libya và Ai Cập. Nó kết thúc chuyến tuần tra tại cảng La Spezia, Ý vào ngày 25 tháng 12.

### 1942

#### Chuyến tuần tra thứ tư
U-565 xuất phát từ La Spezia vào ngày 21 tháng 1, 1942 cho chuyến tuần tra thứ tư, và đã hoạt động tại khu vực Đông Địa Trung Hải ngoài khơi bờ biển Libya và Ai Cập. Đến ngày 11 tháng 3, ở vị trí về phía Bắc Sidi Barrani, Ai Cập, U-565 phóng ngư lôi tấn công tàu tuần dương hạng nhẹ HMS Naiad (5.450 tấn), vốn đang trên đường rút lui về Alexandria, Ai Cập, đánh chìm được con tàu Anh tại tọa độ 32°01′B 26°20′Đ / 32,017°B 26,333°Đ. U-565 kết thúc chuyến tuần tra tại La Spezia vào ngày 13 tháng 3.

#### Chuyến tuần tra thứ năm
U-565 lại khởi hành từ La Spezia vào ngày 11 tháng 4 cho chuyến tuần tra thứ năm để tiếp tục hoạt động ngoài khơi bờ biển Ai Cập. Vào ngày 23 tháng 4, nó phóng hai quả ngư lôi tấn công Đoàn tàu TA-36 , đánh chìm được chiếc tàu buôn Anh Kirkland 1.361 GRT ở vị trí khoảng 35 nmi (65 km) về phía Đông Bắc Sidi Barrani, Ai Cập. Ngay sau đó chiếc U-boat bị một máy bay Anh thả bom tấn công, nhưng chỉ bị hư hại nhẹ, và đi đến căn cứ tại đảo Salamis, Hy Lạp vào ngày 30 tháng 4.

#### Chuyến tuần tra thứ sáu, thứ bảy và thứ tám
Chuyến tuần tra thứ sáu bắt đầu tại đảo Salamis vào ngày 7 tháng 5 và kết thúc tại cảng La Spezia vào ngày 10 tháng 6. U-565 vẫn hoạt động ngoài khơi bờ biển Ai Cập .
Trong chuyến tuần tra thứ bảy, U-565 rời La Spezia vào ngày 9 tháng 7 để hoạt động tại khu vực Đông Địa Trung Hải cho đến ngoài khơi Ai Cập và Palestine. Nó kết thúc chuyến tuần tra tại đảo Salamis vào ngày 4 tháng 8.
Rời Salamis, U-565 tiếp tục hoạt động tại khu vực ngoài khơi Ai Cập và Palestine trong chuyến tuần tra tiếp theo, kéo dài từ ngày 16 tháng 8 đến ngày 4 tháng 9, khi nó quay trở về căn cứ La Spezia. Trong cả ba chuyến đi này, chiếc U-boat đã không đánh chìm được mục tiêu nào.

#### Chuyến tuần tra thứ chín
U-565 xuất phát từ La Spezia vào ngày 25 tháng 10 cho chuyến tuần tra thứ chín, khi nó chuyển sang hoạt động tại vùng biển Bắc Phi ngoài khơi Algérie. Vào ngày 1 tháng 11, lúc đang đi ngầm dưới nước, nó bị một máy bay ném bom Lockheed Hudson thuộc Liên đội 233 Không quân Hoàng gia Anh (RAF) thả mìn sâu tấn công ở vị trí về phía Nam quần đảo Baleares, Tây Ban Nha. Chiếc U-boat bị hư hại đáng kể nên phải trồi lên mặt nước, nhưng hỏa lực phòng không của U-565 cũng bắn trúng đối thủ, buộc chiếc Hudson bị hư hại nặng rút lui. Ngay sau đó một chiếc Hudson khác cùng thuộc Liên đội 233 RAF đi đến tiếp tục tấn công, và lại bị hỏa lực phòng không của U-565 bắn rơi xuống biển.  Đến ngày 10 tháng 11, kính tiềm vọng của U-565 bị hư hại bởi mìn sâu đến mức nó phải kết thúc chuyến tuần tra vào quay trở về La Spezia vào ngày 13 tháng 11.

#### Chuyến tuần tra thứ mười
Chuyến tuần tra thứ mười của U-565, cùng xuất phát và kết thúc tại La Spezia, diễn ra từ ngày 23 tháng 11, 1942 đến ngày 1 tháng 1, 1943. Nó tiếp tục hoạt động tại vùng biển ngoài khơi Algérie nhằm đối phó lực lượng Đồng Minh đang tiến hành Chiến dịch Torch nhằm đổ bộ lên Bắc Phi. Vào ngày 18 tháng 12, nó phóng ngư lôi tấn công và đánh chìm chiếc tàu khu trục Anh HMS Partridge (1.540 tấn) vốn đang làm nhiệm vụ bảo vệ chống ngầm cho Lực lượng H ở vị trí về phía Tây Oran, Algérie.

### 1943

#### Chuyến tuần tra thứ mười một
U-565 lại khởi hành từ La Spezia vào ngày 14 tháng 2, 1943 cho chuyến tuần tra thứ mười một để tiếp tục hoạt động tại vùng biển ngoài khơi Algérie. Vào ngày 24 tháng 2, nó phóng ngư lôi tấn công Đoàn tàu MKS-8, gây hư hại cho chiếc tàu Liberty Hoa Kỳ Nathanael Greene 7.176 GRT ở vị trí khoảng 40 nmi (74 km) về phía Đông Bắc Oran; Nathanael Greene sau đó tiếp tục bị máy bay Đức tấn công và trúng thêm ngư lôi, nên đã mắc cạn gần Mostaganem, Algérie và là một tổn thất toàn bộ. Ba ngày sau đó 27 tháng 2, chiếc tàu ngầm lại tấn công Đoàn tàu TE-16 và gây hư hại cho chiếc tàu chở dầu Anh Seminole 10.389 GRT. Chiếc U-boat quay trở về La Spezia vào ngày 5 tháng 3.

#### Chuyến tuần tra thứ mười hai
Trong chuyến tuần tra thứ mười hai, bắt đầu và kết thúc từ cảng La Spezia, U-565 vẫn tiếp tục hoạt động tại vùng biển ngoài khơi Algérie kéo dài từ ngày 8 tháng 4 đến ngày 12 tháng 5. Vào ngày 20 tháng 4, nó phóng ngư lôi tấn công Đoàn tàu UGS-7, đánh chìm chiếc tàu buôn Hoa Kỳ Michigan 5.594 GRT ở vị trí khoảng 60 nmi (110 km) về phía Tây Oran; và tàu chở quân Pháo Sidi-Bel-Abbès 4.392 GRT ở vị trí khoảng 10 nmi (19 km) về phía Bắc quần đảo Habibas, Algérie, gây tổn thất nhân mạng nặng nề cho số binh lính người Sénégal trên tàu.

#### Chuyến tuần tra thứ mười ba, mười bốn và mười lăm
U-565 xuất phát từ La Spezia vào ngày 17 tháng 6 cho chuyến tuần tra thứ mười ba, và hoạt động tại vùng biển ngoài khơi Algérie cho đến ngày 23 tháng 7, khi nó quay trở về cảng Toulon ở miền Nam nước Pháp.
Chuyến tuần tra tiếp theo, cùng xuất phát và kết thúc tại căn cứ mới Toulon, diễn ra từ ngày 7 tháng 9 đến ngày 1 tháng 10, khi chiếc U-boat hoạt động trong biển Tyrrhenum.
U-565 rời cảng Toulon vào ngày 23 tháng 10 cho chuyến tuần tra thứ mười lăm. Nó băng qua eo biển Sicily để quay trở lại căn cứ tại đảo Salamis, Hy Lạp, đến nơi vào ngày 4 tháng 11. Salamis trở thành căn chứ hoạt động chính cuối cùng của chiếc tàu ngầm cho đến khi nó bị mất.

#### Chuyến tuần tra thứ mười sáu và mười bảy
Chuyến tuần tra thứ mười sáu, diễn ra từ ngày 6 đến ngày 23 tháng 11 được U-565 tiến hành trong biển Aegea về phía Tây Nam Thổ Nhĩ Kỳ.
Sau đó nó chuyển sang hoạt động ngoài khơi bờ biển Libya trong chuyến tuần tra tiếp theo từ ngày 12 đến ngày 27 tháng 12.

### 1944

#### Chuyến tuần tra thứ mười tám, mười chín và hai mươi
Chuyến tuần tra thứ mười tám được chiếc tàu ngầm tiếp tục thực hiện tại vùng biển ngoài khơi bờ biển Libya từ ngày 15 tháng 2 đến ngày 7 tháng 3, 1944.
Lên đường vào ngày 1 tháng 4 cho chuyến tuần tra tiếp theo, U-565 hoạt động tại các vùng biển về phía Đông Nam bán đảo Ý và đảo Sicilia cho đến ngày 2 tháng 5.
Chuyến tuần tra cuối cùng của chiếc U-boat kéo dài từ ngày 1 tháng 4 đến ngày 2 tháng 5.

#### Bị mất
Trong khi neo đậu trong vịnh Skaramagas, Hy Lạp, U-565 chịu hư hại nặng do trúng bom bởi các đợt không kích của máy bay ném bom thuộc Không lực 15 Không lực Lục quân Hoa Kỳ vào các ngày 19 và 24 tháng 9, 1944. Cuối cùng con tàu bị đánh đắm vào ngày 30 tháng 9, 1944 tại tọa độ 38°00′28″B 23°35′51″Đ / 38,00778°B 23,5975°Đ.

### "Bầy sói" tham gia
U-565 từng tham gia hai bầy sói:
- Arnauld (5 – 18 tháng 11, 1941)
- Wal (10 – 12 tháng 11, 1942)

### Tóm tắt chiến công
U-565 đã đánh chìm được được ba tàu buôn với tổng tải trọng 11.347 GRT cùng hai tàu chiến với tổng tải trọng 6.990 tấn, đồng thời gây hư hại cho hai tàu buôn với tổng tải trọng 17.565 GRT:
| Ngày              | Tên tàu          | Quốc tịch              | Tải trọng | Số phận      |
| ----------------- | ---------------- | ---------------------- | --------- | ------------ |
| 11 tháng 3, 1942  | HMS Naiad        | Hải quân Hoàng gia Anh | 5.450     | Bị đánh chìm |
| 23 tháng 4, 1942  | Kirkland         | United Kingdom         | 1.361     | Bị đánh chìm |
| 18 tháng 12, 1942 | HMS Partridge    | Hải quân Hoàng gia Anh | 1.540     | Bị đánh chìm |
| 24 tháng 2, 1943  | Nathanael Greene | United States          | 7.176     | Bị hư hại    |
| 27 tháng 2, 1943  | Seminole         | United Kingdom         | 10.389    | Bị hư hại    |
| 20 tháng 4, 1943  | Michigan         | United States          | 5.594     | Bị đánh chìm |
| 20 tháng 4, 1943  | Sidi-Bel-Abbès   | Free France            | 4.392     | Bị đánh chìm |